# Partito Democratico dei Popoli
Il Partito Democratico dei Popoli in turco Halkların Demokratik Partisi, in curdo Partiya Demokratik a Gelan, sigla HDP) è un partito politico che unisce forze filo-curde e forze di sinistra della Turchia.

## Storia
Il partito è nato da una scissione del Partito della Pace e della Democrazia ed è considerato affine al partito greco Syriza.
Il 4 novembre 2016 vennero arrestati i leader del partito e parlamentari Selahattin Demirtaş e la sua vice Figen Yüksekdağ con il pretesto dell'autobomba esplosa davanti alla sede della polizia di Diyarbakır.

### Il processo contro il partito
Il 17 marzo 2021, il procuratore capo turco Bekir Şahin presentò alla Corte costituzionale un fascicolo che chiedeva la chiusura del partito. Accusato di attività contrarie all'integrità dello Stato, il partito era sostanzialmente sospettato di legami con il Partito dei Lavoratori del Kurdistan, ritenuto dalle autorità turche un'organizzazione terroristica. Dapprima rigettata perché incompleta, la richiesta fu accettata dalla Corte costituzionale nel giugno dello stesso anno, in forma rivista. Tuttora al vaglio del tribunale, il fascicolo chiede il bando dalla vita politica di 451 esponenti del partito, leader inclusi.

## Ideologia
L'HDP è visto come una variante turca del partito politico greco SYRIZA e dello spagnolo Podemos nelle loro idee anticapitaliste. Tuttavia, a differenza di tali formazioni, proseguendo la tradizione dei partiti che hanno preceduto l'HDP, esso si colloca nell'Internazionale Socialista, insieme ai partiti socialisti, socialdemocratici e laburisti di tutto il mondo. Nel 2016, è stato proibito dalla Turchia ad un gruppo di parlamentari socialisti europei di incontrare il leader Demirtas in carcere.
I fondatori Yavuz Önen e Fatma Gök enfatizzano il rigetto del capitalismo e lo sfruttamento del lavoro per il beneficio di tutti i turchi senza distinzione di razza, genere e religione.
Sono inoltre per una nuova costituzione che riconosca i diritti alla minoranza curda, per gli aleviti ed altre minoranze.

## Risultati elettorali
| Elezione                 | Voti      | %     | Seggi    |
| ------------------------ | --------- | ----- | -------- |
| Parlamentari 2015 (giu.) | 6 058 489 | 13,12 | 80 / 550 |
| Parlamentari 2015 (nov.) | 5 148 085 | 10,76 | 59 / 550 |
| Parlamentari 2018        | 5 866 309 | 11,70 | 67 / 600 |

## Struttura

### Organi nazionali
| Co-presidenti                         | Periodo                             |
| ------------------------------------- | ----------------------------------- |
| Yavuz Önen e Fatma Gök                | 15 ottobre 2012 – 27 ottobre 2013   |
| Ertuğrul Kürkçü e Sebahat Tuncel      | 27 ottobre 2013 – 22 giugno 2014    |
| Selahattin Demirtaş e Figen Yüksekdağ | 22 giugno 2014 – 9 marzo 2017       |
| Selahattin Demirtaş e Serpil Kemalbay | 9 marzo 2017 – 11 febbraio 2018     |
| Sezai Temelli e Pervin Buldan         | 11 febbraio 2018 – 23 febbraio 2020 |
| Mithat Sancar e Pervin Buldan         | 23 febbraio 2020 – 27 agosto 2023   |
| Sultan Özcan e Cahit Kırkazak         | 27 agosto 2023 - in carica          |

### Presidente Onorario
- Ertuğrul Kürkçü (22 giugno 2014 - in carica)

### Congressi del partito
- I Congresso ordinario - Ankara, 18 agosto 2013
- I Congresso straordinario – Ankara, 27 ottobre 2013
- II Congresso straordinario – Ankara, 22 giugno 2014
- II Congresso ordinario - Ankara, 24 gennaio 2016
- III Congresso straordinario – Ankara, 20 maggio 2017
- III Congresso ordinario - Ankara, 11 febbraio 2018 -
- IV Congresso ordinario - Ankara, 23 febbraio 2020  - Geleceğe Yürüyoruz/Dem dema serkeftinê ye!

### Iscritti
- 2015 –
- 2016 –
- 2017 – 30.295[15]
- 2018 –
- 2019 – 38.864[16]
- 2020 – 39.816[17]
- 2021 – 41.022[18]